# Acteur pornographique

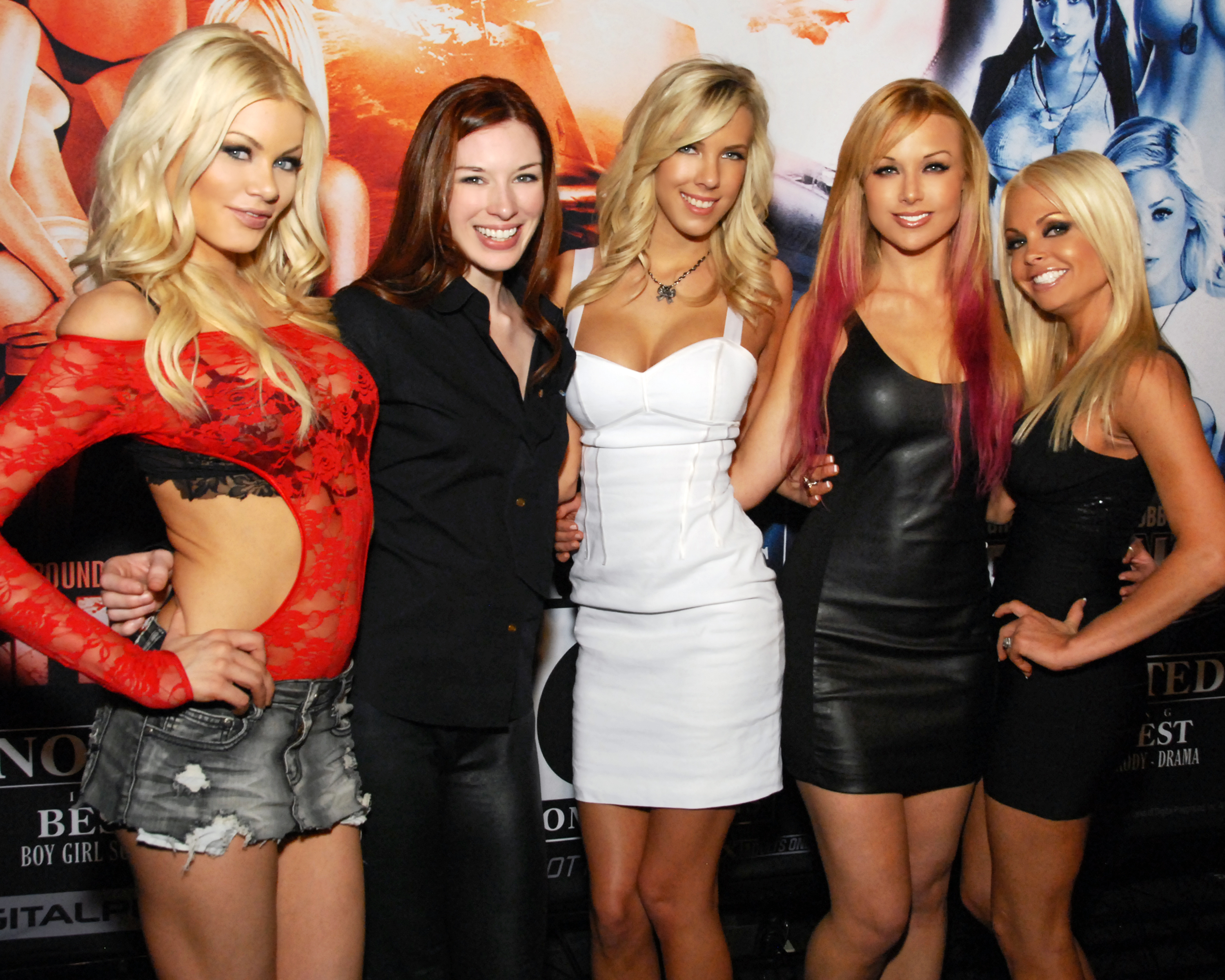
Riley Steele, Stoya, BiBi Jones, Kayden Kross et Jesse Jane, des actrices du studio Digital Playground, à l'AVN Adult Entertainment Expo de 2012.

Les acteurs pornographiques, parfois appelés « acteur X » ou encore « hardeur », sont les personnes se livrant à des actes sexuels non simulés dans le cadre d'un film pornographique.
Les législations de certains pays les considèrent comme des travailleurs du sexe, car faisant commerce de leur corps[réf. nécessaire]. Certains acteurs X[Qui ?] se sont spécialisés : homosexualité, bondage, sodomie, double pénétration, pornographie interraciale, MILF, etc.

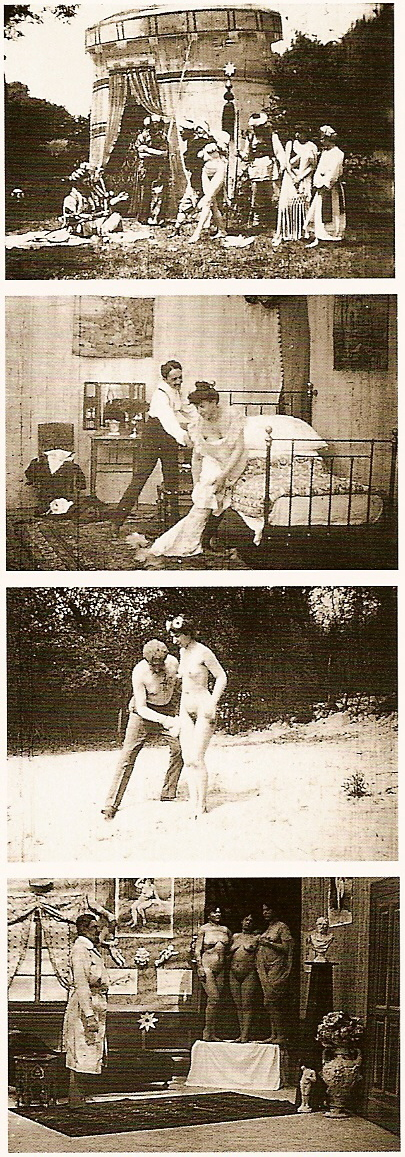
Photographies d'un film érotique autrichien, vers 1906, par le photographe Johann Schwarzer.

## Histoire du film pornographique
Les films pornographiques sont apparus dès l'époque du cinéma muet. Jusqu'en 1969, ces films, destinés à une diffusion clandestine -notamment dans des maisons closes - sont réalisés et interprétés par des anonymes. La sortie de la clandestinité du cinéma pornographique, progressivement autorisé dans l'ensemble des pays occidentaux, va permettre l'émergence d'une forme de « star system », la promotion de ces films reposant souvent sur la popularité de leurs vedettes.

### Années 1970
La première femme à avoir été considérée comme une star du X est Linda Lovelace à la suite de sa participation au film Gorge profonde (Deep throat, 1972). Le succès de ce film, qui engrangea des recettes record, engendra bien d'autres films et de nouvelles « stars » comme Marilyn Chambers (dans Derrière la porte verte), Gloria Leonard (dans The Opening of Misty Beethoven), Georgina Spelvin (dans The Devil in Miss Jones), Tina Russell, Leslie Bovee, Sharon Mitchell, Colleen Brennan, Careena Collins, Sharon Kane, Constance Money, Linda Wong, Bambi Woods (dans Debbie Does Dallas).
En France, le documentaire Exhibition (Jean-François Davy, 1975) apporte un éclairage original sur la pornographie et révèle l'actrice Claudine Beccarie ; Exhibition est le premier film pornographique français. Les principales stars de cette période ont été Sylvia Bourdon, Brigitte Lahaie, Karine Gambier et Barbara Moose. Chez les hommes, ce sont Richard Allan, Jean-Pierre Armand, Alban Ceray, Gabriel Pontello, Charlie Schreiner ou Jean-Louis Vattier qui figurent dans la plupart des films de cette époque. Leur carrière s'arrêtera au début des années 1980.

### Années 1980
Cette période est qualifiée d'« âge d'or de la pornographie », au début des années 1980. Les principaux protagonistes de cette époque sont Kay Parker, Seka, Ginger Lynn, Annette Haven, Veronica Hart, Desiree Cousteau, Vanessa del Rio, Savannah, Traci Lords, Nina Hartley ou encore Hyapatia Lee. On note que les acteurs masculins sont moins connus que leurs collègues féminins mais certains d'entre eux font exceptions comme Jamie Gillis et John Leslie.
En France, les stars étaient Marilyn Jess, Olinka Hardiman, Colette Choisez, Dominique Saint Claire, Élisabeth Buré (active de 1975 à 1983) et Mina Houghe (active en 85 et 86)

### Années 1990
Le développement des technologies de support comme les cassettes vidéo VHS puis le DVD, permit l'accès au grand public des films pornographiques dans le cadre de la vie privée, en quittant le milieu restreint des cinémas X. La qualité des productions déclina généralement pour répondre à une demande continuellement croissante. Il existe plusieurs centaines de studios qui produisent des dizaines de milliers de films chaque année, et plusieurs milliers de personnes travaillent comme acteur pornographique.
La capacité de production commençant à saturer le marché du film pornographique, les pratiques évoluèrent vers des pratiques jusqu'ici plus confidentielles, comme la sodomie, le BDSM, les pénétrations multiples, etc. Certaines de ces pratiques furent incorporées aux films pornographiques plus conventionnels, créant une nouvelle norme de pratiques sexuelles. D'autres studios se sont tournés vers un système à longue traîne, se spécialisant dans la réalisation de fantasmes plus spécifiques et ne touchant qu'un nombre limité d'amateurs, mais en diversifiant leur offre afin d'occuper ces niches commerciales. Certains studios japonais se sont ainsi spécialisés dans ce type de marché, proposant aux consommateurs de signaler les fantasmes qui les intéressent, le studio réalisant les films ensuite. Les acteurs les plus recherchés devinrent donc ceux qui incorporaient ces pratiques à leur répertoire de jeu d'acteur.

### Années 2000
L'internet et le web vont changer la donne, les films X sont téléchargés illégalement et parallèlement le paiement se met en place sur des sites web pour voir des films. Tout cela donne accès à un plus large public international. Les actrices X sont rapidement propulsées « starlette » par le web. Les amateurs deviennent aussi des stars avec leur webcam. Mais les Américaines dominent toujours le marché comme Jenna Haze, Tory Lane, Brooke Haven, Sasha Grey et bien d'autres. Parmi les acteurs français s'étant fait connaître depuis les années 2000, on compte Titof, Katsuni, HPG, Melissa Lauren, Ovidie, William Le Bris, ou plus récemment Anissa Kate.

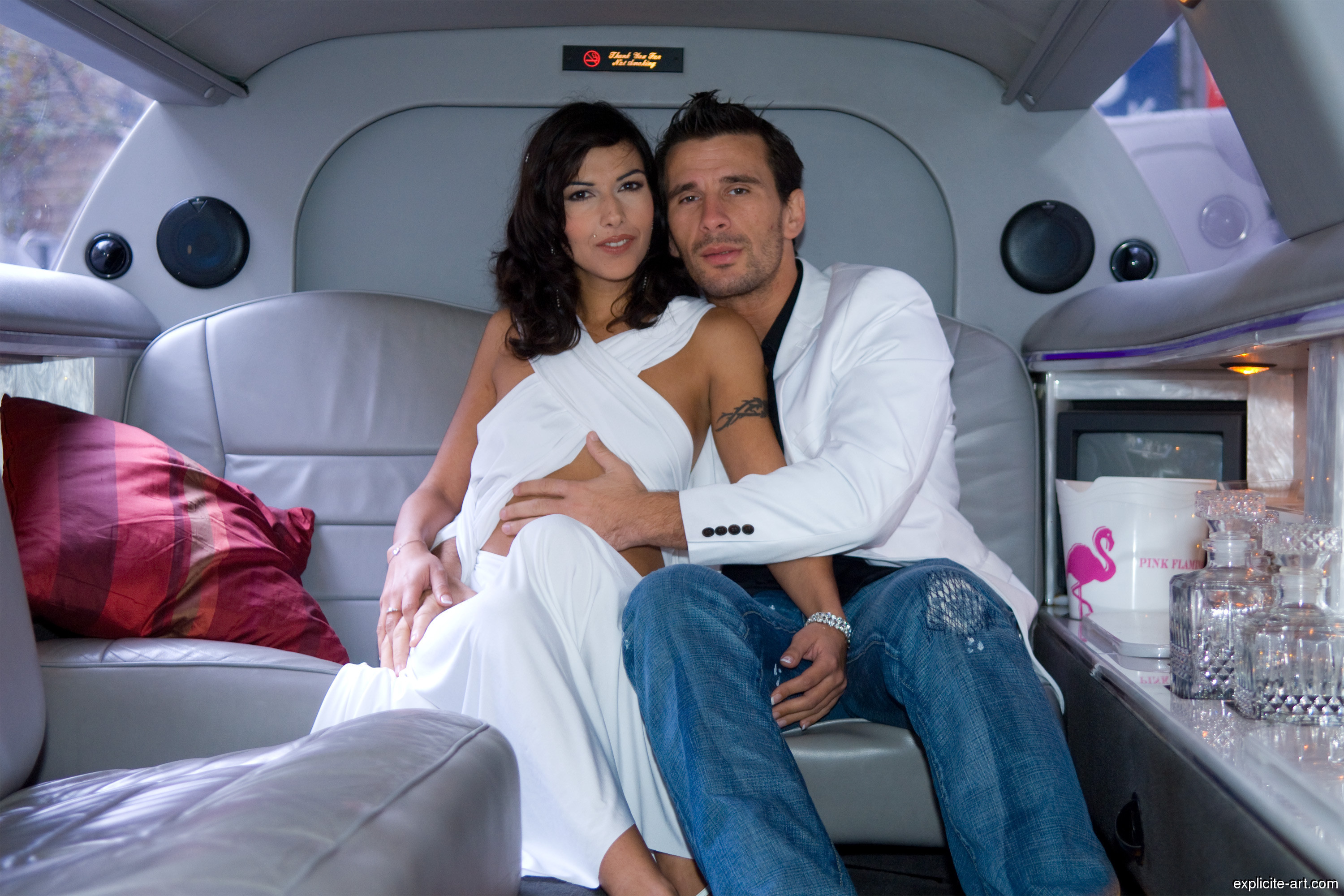
Lou Charmelle et Manuel Ferrara sur le tournage d'une vidéo de John B. Root (2010).
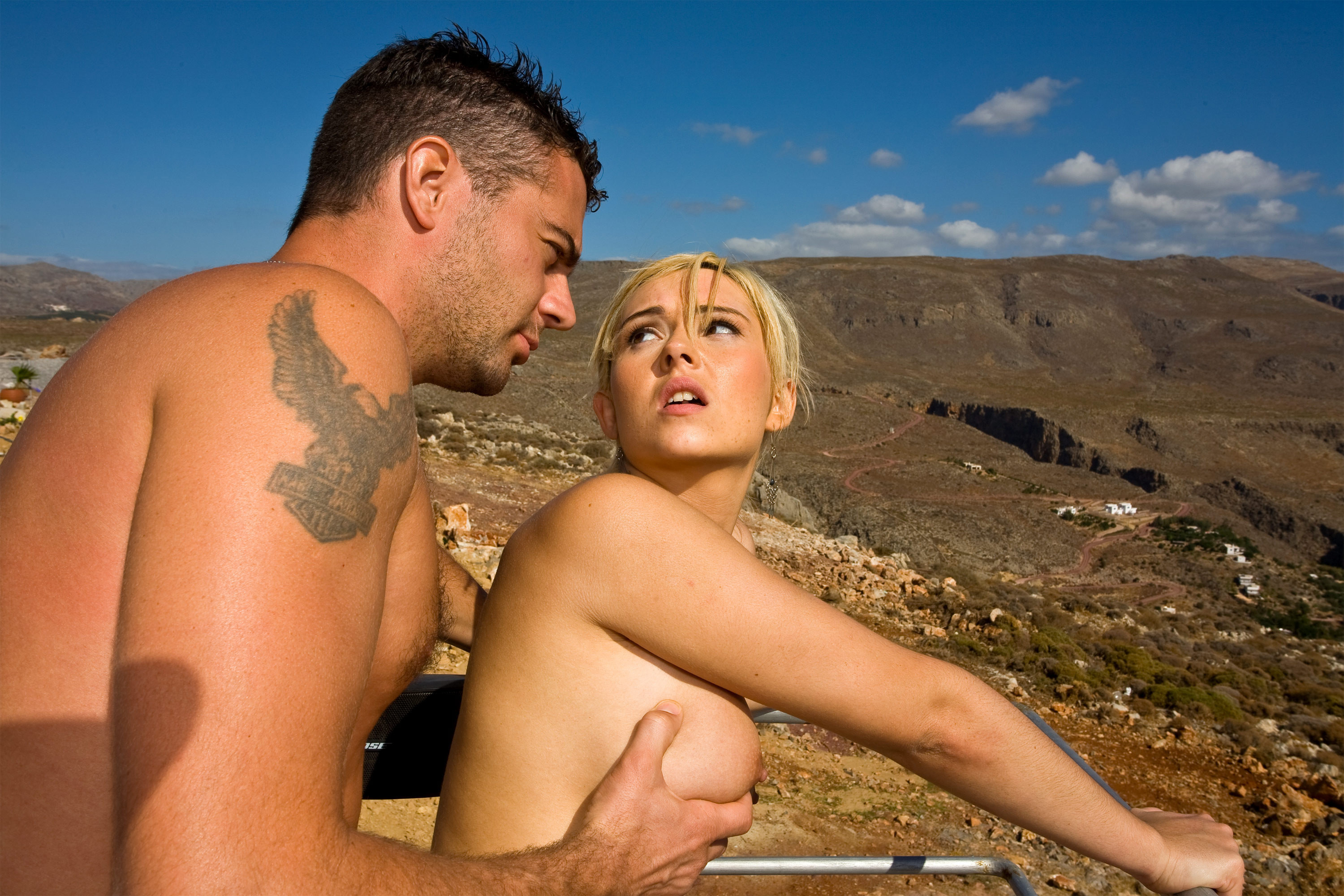
Les acteurs Phil Hollyday et Angell Summers tournant une scène du film Montre-moi du rose !, de John B. Root (2009).
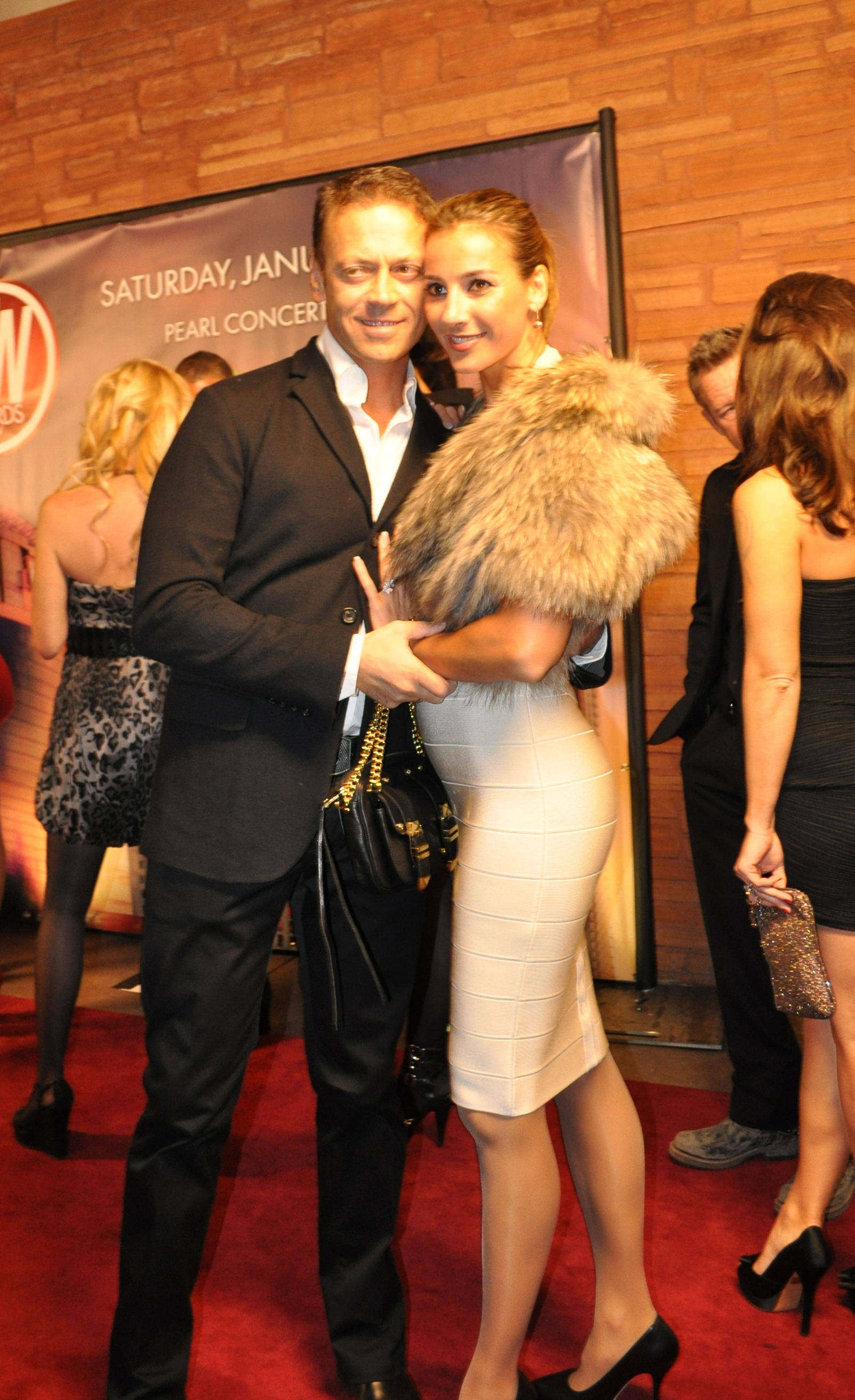
Rocco Siffredi et Rosa Caracciolo en 2011.
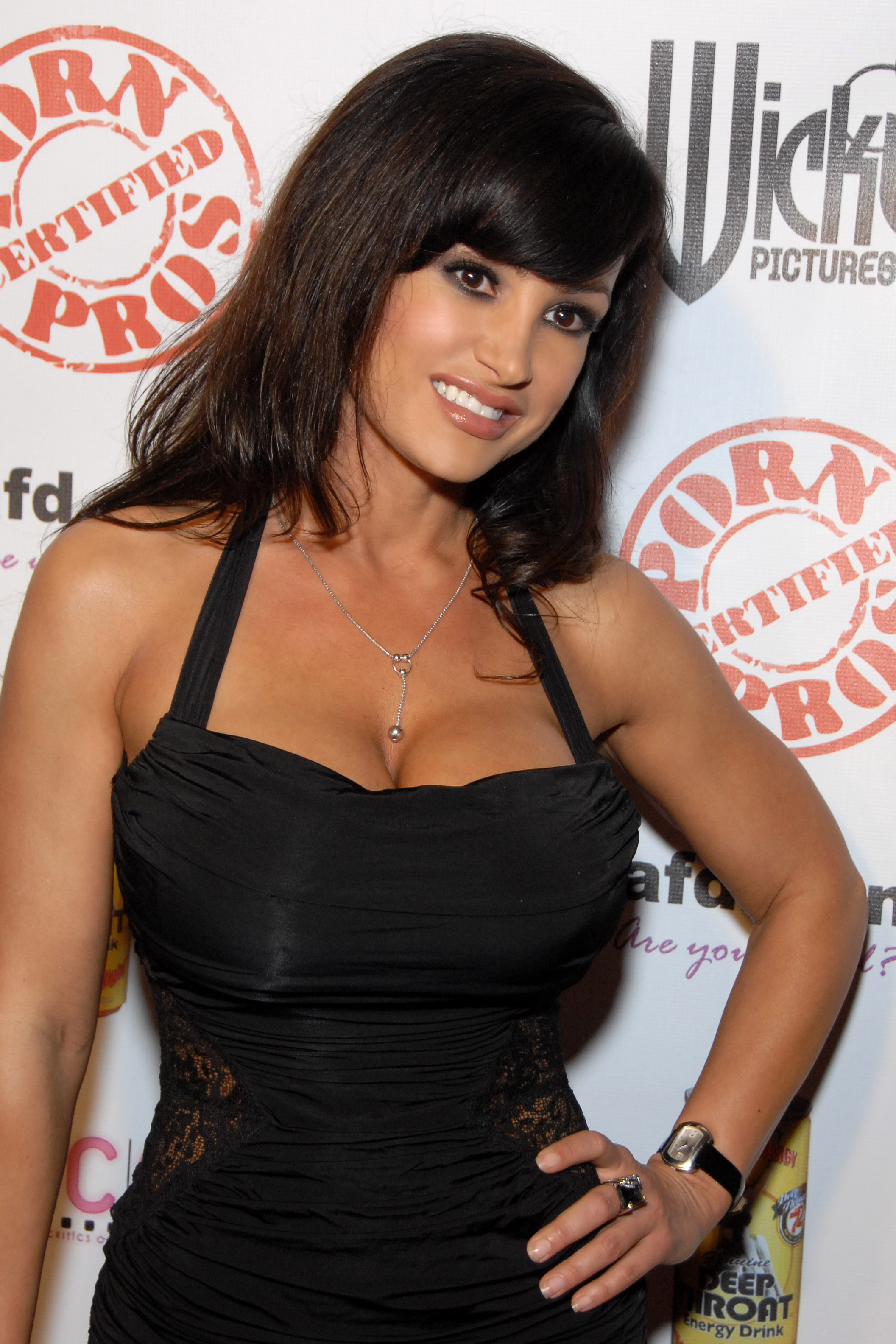
Lisa Ann.
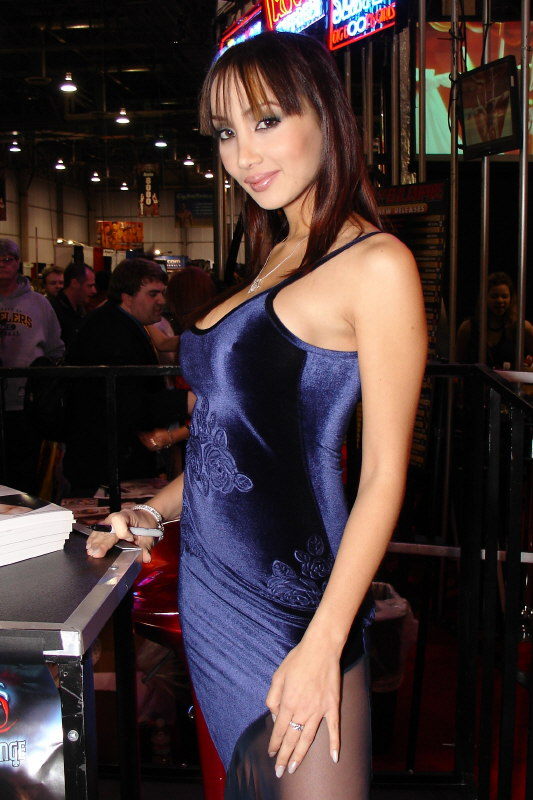
Katsuni.
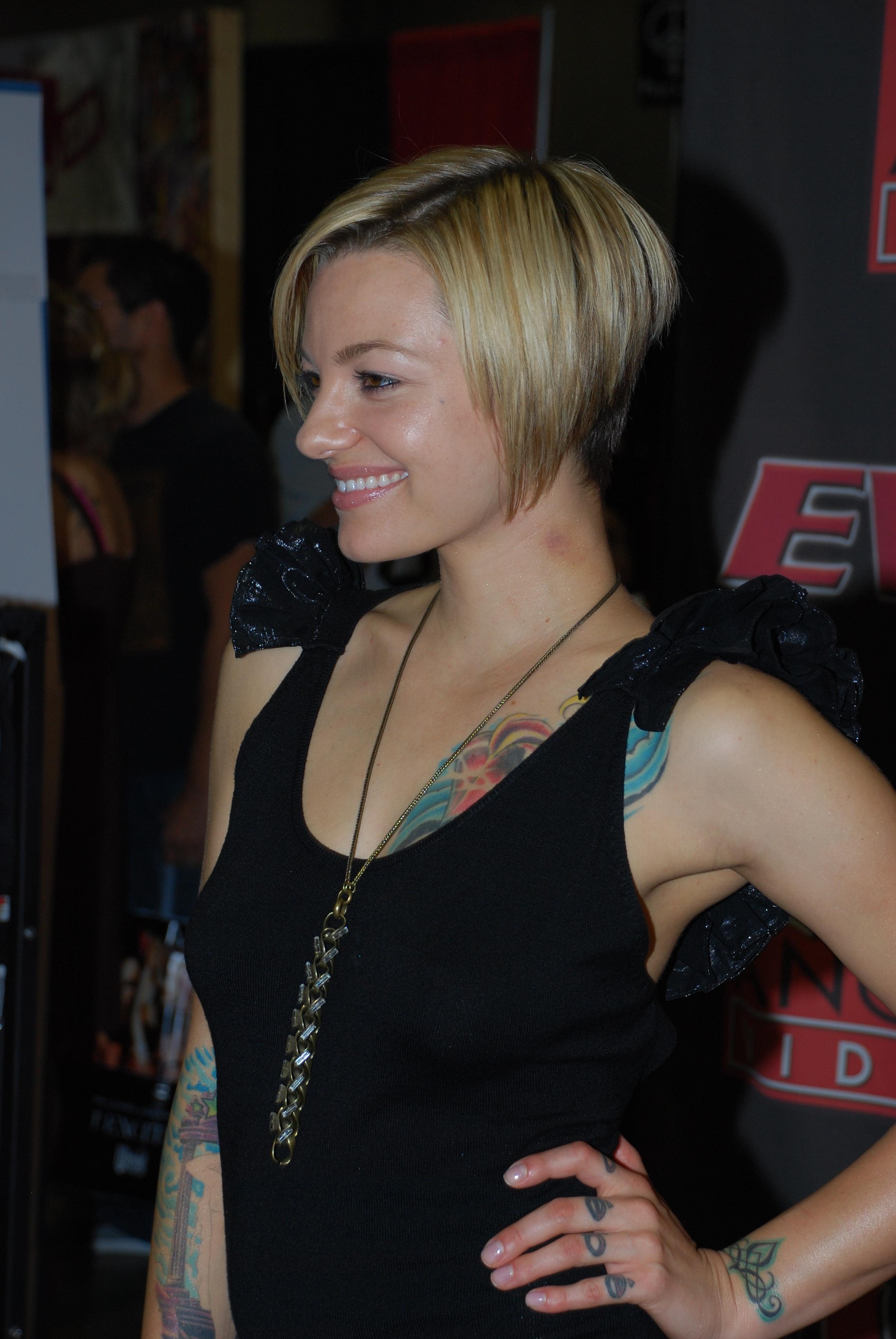
Belladonna.
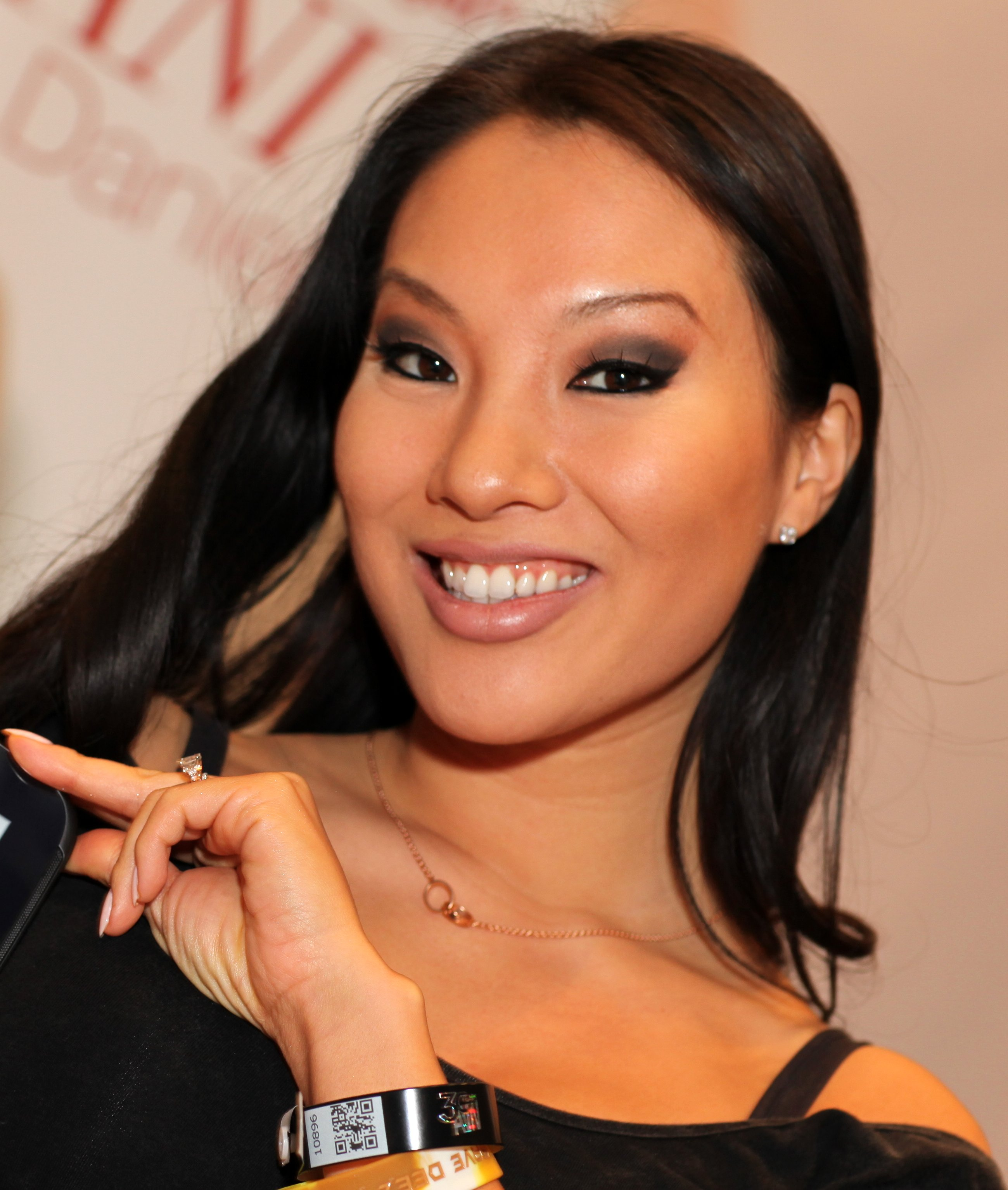
Asa Akira.
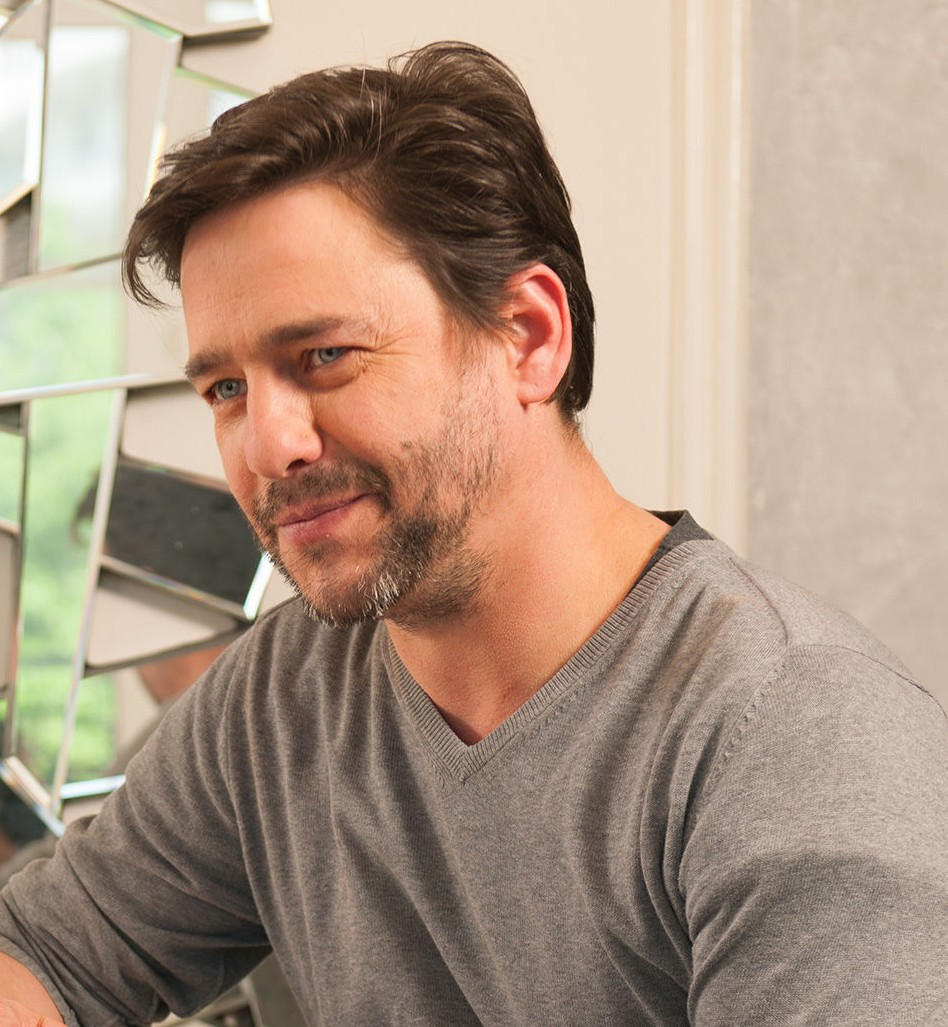
Titof.

## Santé
En raison de la nature de leur métier et des rapports sexuels rarement protégés, les acteurs porno sont particulièrement vulnérables au SIDA et autres maladies sexuellement transmissibles ; le port du préservatif est généralement obligatoire si les films sont destinés à la télévision (France, États-Unis…).
Dans les années 1980 aux États-Unis, le SIDA tue plusieurs acteurs érotiques, notamment John Holmes et Lisa De Leeuw. C'est alors qu'est créée l'Adult Industry Medical Health Care Foundation (en). Cette fondation met en place des tests de séropositivité mensuels et a demandé que chaque rapport soit répertorié. Ainsi, aujourd'hui aux États-Unis, un éventuel séropositif peut-il être identifié, contacté et à nouveau expertisé sous trois à six mois. Les taux de transmission du VIH s'avérèrent relativement bas et, entre 2000 et 2004, aucun cas de transmission ne fut relevé. En 2004, l'acteur Darren James a été contrôlé positif au VIH. Une de ses anciennes partenaires de scène, Lara Roxx, fut à son tour testée positive. James aurait eu des rapports avec douze autres actrices.
En France, les MST seraient moins présentes, l'utilisation de préservatifs s'étant très vite imposée dans les plus grandes productions. L'actrice Ovidie présente d'ailleurs la différence française sur ce point dans son livre Porno Manifesto.

## Starisation
Un certain nombre d'actrices (et un nombre plus limité d'acteurs) ont acquis une véritable célébrité qui dépasse parfois leur domaine. Les films ou les images de ces actrices sont recherchés par les amateurs qui constituent notamment des sites de fans. Ces actrices ont d'ailleurs souvent leur propre site web (en grande partie payants) et participent à des manifestations publiques (salons de l'érotisme…) où elles peuvent rencontrer leurs admirateurs. Certaines actrices parviennent ainsi à mener des carrières qui s'étalent sur plus d'une dizaine d'années.
La notoriété de ces acteurs déborde parfois du milieu pornographique, en participant à des émissions télévisées ou radiodiffusées grand public ou en entamant une carrière dans d'autres domaines du show business. Ainsi l'acteur Rocco Siffredi a tourné dans des films plus classiques comme le Romance de Catherine Breillat, et certaines actrices se sont tournées vers la chanson, comme Catherine Ringer ou Clara Morgane.
Selon Matthieu Dubost « on ne saurait confondre ces prestations. Lorsque Rocco Siffredi joue pour Catherine Breillat, il le fait avec un souci de composition qui, quoi qu'on en pense, échappe à la caricature pornographique qui définit l'acteur du X ».
Ken Shimizu détient un record du monde, avec plus de 7 500 films tournés, où plus de 8 000 actrices ont participé à une scène de pénétration,.

## Revenus

### Différences entre hommes et femmes
Le niveau de salaire varie fortement entre les actrices et les acteurs pornographiques. D'après une enquête de CNBC, « la balance des salaires penche certainement en faveur des femmes », ce qui s'explique notamment par le fait que le salaire d'un acteur ne varie pas en fonction de la configuration de l'acte sexuel, contrairement à celui d'une actrice ; ainsi, le revenu moyen aux États-Unis d'une actrice pour une scène classique se situe entre 800 et 1 000 dollars, suivant le budget du studio ; pour un acteur dans la même situation, il se situe entre 500 et 600 dollars par scène ou par jour.
D'après Grégory Dorcel, directeur général de Marc Dorcel, « les hommes sont payés la moitié des actrices, en général. C'est paradoxal, car un film X ne pourrait pas exister sans 'performeur', sans acteur… Mais les films sont achetés pour la beauté des actrices, pas des acteurs. Les premiers rôles sont féminins ».
D'après l'actrice Katsuni, « le cachet d'un acteur porno est 25-30 % moins élevé (parfois même deux fois moins élevé) que celui de sa collègue même si celle-ci débute dans le métier alors que celui-ci pourra avoir dix ans de carrière derrière lui. [...] Même si les mentalités évoluent et le marché du X avec, un film porno est un produit de divertissement encore essentiellement consommé par les hommes et même le public composé de femmes est aussi très sensible au casting féminin d'un film X. La femme est donc l'argument qui fait vendre. Elle est la source du fantasme, sa représentation, l'image que l'on veut voir mais aussi la personnalité que l'on souhaite éventuellement connaître ».

## Récompenses
- Hot d'or (France)
- Adult Video News (AVN Awards) (États-Unis)
- X-Rated Critics Organization (XRCO Awards, États-Unis)
- Venus Awards (Allemagne)
- BGAFD (The British Girls Adult Film Database, Royaume-Uni)
- AFAA Award (Adult Film Association of America, 1976-1985, États-Unis)
- F.A.M.E. Awards (Fans of Adult Media and Entertainment, depuis 2006, États-Unis)
- Festival International de l'Érotisme de Bruxelles (Belgique)
- Festival international de cinéma érotique de Barcelone (Espagne)
- UK Adult Film and Television Awards (Royaume-Uni)
- Urban X Awards (États-Unis)
- AV Open (Japon)
- Pink Grand Prix (Japon)
- Adult Broadcasting Awards (Japon)
- Pinky Ribbon Awards (Japon)
- Eroticline Awards ou Erotixxx Award (Allemagne)
- GayVN Awards (États-Unis)
- FlavaMen Blatino Awards (spécialisé dans les films gays)
- Free Speech Coalition (États-Unis)
- Australian Adult Industry Awards (Australie)
- XBIZ Award, organisé par le magazine XBIZ magazine (États-Unis)
- NightMoves Awards, magazine (États-Unis)
- CAVR Award Cyberspace Adult Video Reviews Awards (États-Unis)
- Erotic Awards (Royaume-Uni)
- Cybersocket Web Awards (États-Unis)
- Television X Shafta Awards (Royaume-Uni)
- Miss Freeones (site internet)
- Feminist Porn Award (FPA, Canada, depuis 2006)[7]

### Autobiographies
- Brigitte Lahaie, Moi, la scandaleuse, Paris, Filipacchi, 1987, 210 p. (ISBN 978-2-850-18538-0, OCLC 22889482)
- (en) Hyapatia Lee, The Secret Life of Hyapatia Lee, 1st Books Library, 2000
- Raffaëla Anderson, Hard, Librairie générale française, 2003 (ISBN 9782253154495, OCLC 470584597)
- HPG, Stéphane Bou et Karine Durance, Autobiographie d'un hardeur, Hachette littératures, 2002 (ISBN 2012356087 et 9782012356085)
- Clara Morgane, Sex star, Aix-en-Provence, ADCAN éd, 2003, 169 p. (ISBN 9782848140094, OCLC 469505483)
- (en) Traci Lords, Traci Lords : Underneath It All, 2003
- (de) Gina Wild, Ich, Gina Wild. Enthüllung, 2003
- Ovidie, Porno Manifesto, Paris, La Musardine, 2004 (ISBN 978-2842712372)
- (de) Kelly Trump, Porno - Ein Star packt aus, 2005
- (es) Celia Blanco, Secretos de una pornostar, 2005
- (en) Jenna Jameson, How to Make Love Like a Porn Star: A Cautionary Tale, 2005
- Nina Roberts, J'assume, Paris, Scali, 2005, 199 p. (ISBN 2350120201 et 9782350120201, lire en ligne)
- Zara Whites et Ludovic Menguy, Je suis Zara Whites, mais je me soigne, Paris, J.-C. Gawsewitch, 2006, 219 p. (ISBN 9782350130545, OCLC 470057904)
- Coralie Trinh Thi, La voie humide : Une œuvre au rouge, Au diable vauvert, octobre 2007 (ISBN 9782846261234, OCLC 182563538)
- (it) Ilona Staller, Per amore e per forza, 2007
- (en) Heather Hunter et Michelle Valentine, The Rise of a Porn Star, St Martin's Press, 2007
- (en) Asa Akira, Insatiable: Porn a Love Story, Grove Press, 2014
- Céline Tran, Ne dis pas que tu aimes ça, Paris, Fayard, 2018 (ISBN 978-2213705033)
- Jean-Pierre Armand, Cocktail explosif, Paris, Chema, 2002, 215 p. (ISBN 2914975007)
- Nomi, Totalement (dé)voilée, Paris, Pygmalion, 2017, 288 p. (ISBN 2756421715)
- Richard Allan, 8000 femmes - mémoires d'un Casanova du cinéma, Paris, Jacob-Duvernet, 2010, 385 p. (ISBN 978-2-84724-263-8)
- Alban Ceray, Du lit au divan, Paris, La table ronde, 1992, 192 p. (ISBN 978-2710305194)
- Sylvia Bourdon, L'amour est une fête, Paris, Belfond, 1976, 214 p. (ISBN 2846280312)
- Rocco Siffredi, Rocco raconte Rocco, Paris, Pascal Petiot Editions, 2006, 207 p. (ISBN 2848140291)
- Adeline Lange, Extrêmes confidences d'une Star du X : L'Ange se dévoile..., Paris, Adeline Lange Publishing, 2013, 296 p. (ISBN 978-2370230003)

### Biographie
- (en) Dian Hanson et Vanessa del Rio, Vanessa del Rio : Fifty Years of Slightly Slutty Behavior, Taschen, 2007  (ISBN 978-3-8228-4651-3).
- Rocco Siffredi, Rivituso Alessio et Catherine Siné, Rocco raconte Rocco, 2006, ADCAN.
- Matthieu Dubost, La tentation pornographique : Réflexions sur la visibilité de l'intime, 2006, Ellipses.
- François Jouffa, Tony Crawley, L'Âge d'or du cinéma érotique et pornographique, 2003, Ramsay.
- Le Cinéma X (Sous la direction de Jacques Zimmer), 2002, La Musardine.
- Dolly Golden, Le Meilleur des perles du X, 2001, Michel Lafon.
- Christophe Bier, Jacquet Christian de Gosselies Censure-moi. Histoire du classement X en France, 2000, L'Esprit frappeur.
- Gérard Lenne, Erotisme et cinéma, 1998, La Musardine.
- (en) Legs McNeill, Jennifer Osborne, Peter Pavia, The Other Hollywood : The Uncensored Oral History of the Porn Film Industry, Regan Books, Harper Collins, 2004  (ISBN 978-0-0600-9660-1).
- (en) Annie Sprinkle, Post-Porn Modernist : My 25 Years as a Multimedia Whore, Cleis Press, 1998  (ISBN 978-1-5734-4039-4)
- Anthony Sitruk, Pornstar, 2013, La Musardine.
- Collectif, L'enfer vu du ciel - Julia Channel, Paris, Blanche, 2008, 221 p. (ISBN 2846281912)